# Pintura do Maneirismo

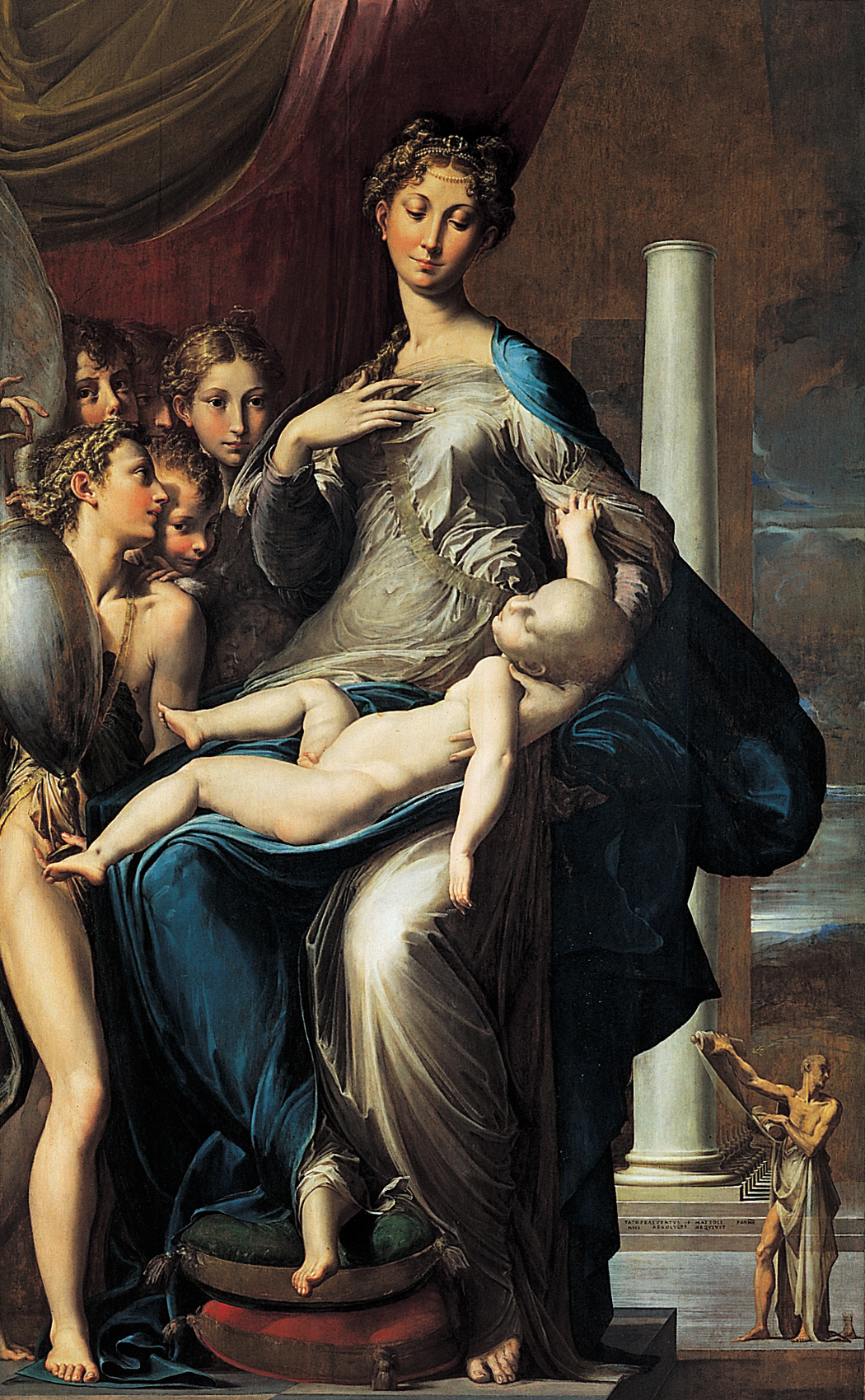
Madonna dal collo lungo, de Parmigianino

A Pintura Maneirista é um estilo artístico que predominou na Itália desde o fim da Alta Renascença (ca. 1530) até aproximadamente 1580, quando foi substituído pelo Barroco. Contudo, o Maneirismo nórdico persistiu até o começo do século XVII por grande parte da Europa até 1610. Iniciou em Roma, na época dos Papas Julio II e Leão X, e se difundiu pelo restante da Itália e Europa.
O termo é também utilizado para se referir a pintores do Gótico tardio no norte da Europa, entre 1500 e 1530, especialmente ao Maneirismo de Antuérpia, um grupo não relacionado ao movimento italiano.
Importantes teóricos Maneiristas forma Giorgio Vasari e Gian Paolo Lomazzo.

## Características
O termo maneirismo provem da maniera moderna (termo oriundo da obra Le vite de' più eccellenti pittori, scultori e architettori de Giorgio Vasari), em referência às obras da época que se diziam serem realizadas à maneira dos grandes mestres da Alta Renascença, tais como Leonardo da Vinci, Rafael e Michelangelo, mas pendendo para a imitação, pois acreditava-se que a pintura já tinha chegado a seu ápice com os renascentistas.  Outra característica do movimento era a intenção de representar a realidade não mais de maneira naturalista, organizada ou simétrica, mas de forma estranha, deformada. Os quadros maneiristas não expressam a harmonia das obras da Renascença, e sim adotam posturas e modelos intrincados, expressando um estilo refinado e de difícil interpretação. Os artistas maneiristas preferiam combinações cromáticas intensas ou abruptas, composições complexas e extremamente inventivas, brilhantismo técnico e traço livre e fluido.

## Evolução

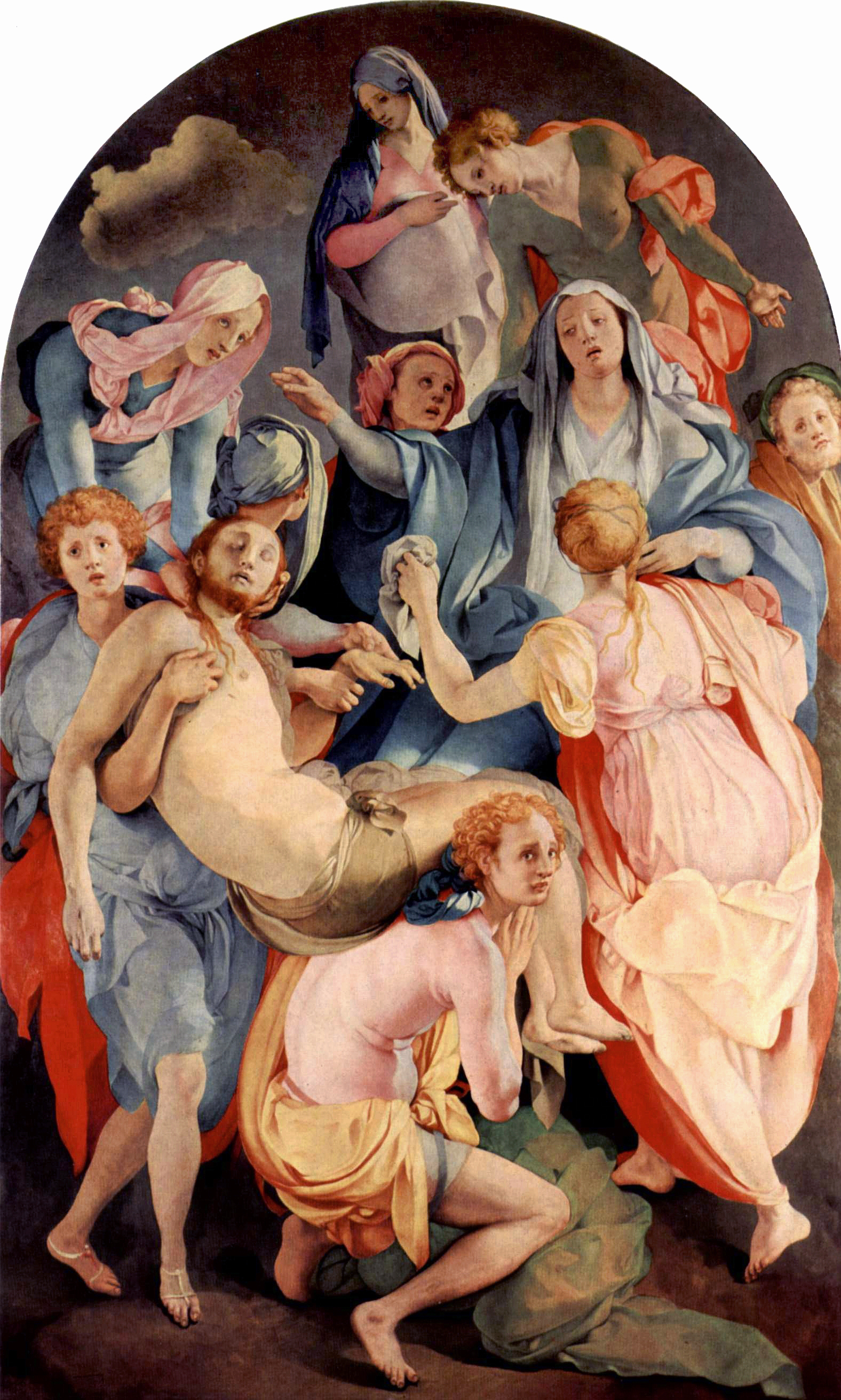
A Descida da Cruz', de Pontormo, Igreja da Santa Felicidade, Florença.

### Maneirismo Primitivo
O Maneirismo desenvolveu-se entre 1510 e 1520 em Florença, Roma ou em ambas as cidades. Andrea del Sarto, artista que dominou a pintura florentina no primeiro terço do século XVI, já apresentava em sua obras características maneiristas, tais como a aura de mistério em suas figuras.
Contudo, os primeiros Maneiristas puros foram seus alunos Jacopo da Pontormo e Rosso Fiorentino, que se utilizavam das formas alongadas das imagens, a ambientação irracional e a iluminação teatral. Em Roma, onde o início do Maneirismo foi marcado pela morte de Rafael, trabalharam Parmigianino e Giulio Romano. Parmigianino se formou em Parma, seguindo Correggio, pintor que foi imitado no barroco por seus efeitos de ilusionismo. Giulio Romano, por sua vez, foi o principal ajudante de Rafael.
A fase mais primitiva e experimental do Maneirismo durou até cerca de 1540 ou 1550..
O Maneirismo nasceu no começo do século XVI junto com vários movimentos sociais, científicos, religiosos e políticos, tais como o Heliocentrismo, o Saque de Roma e a Reforma Protestante, fatos que desafiavam o poder da Igreja Católica.

### Artemaneira
O segundo período do Maneirismo, de 1530 a 1580, chama-se fase anticlássica, enfatizando os conceitos intelectuais e o virtuosismo artístico.
Entre seus representantes está Bronzino, discípulo de Pontormo.

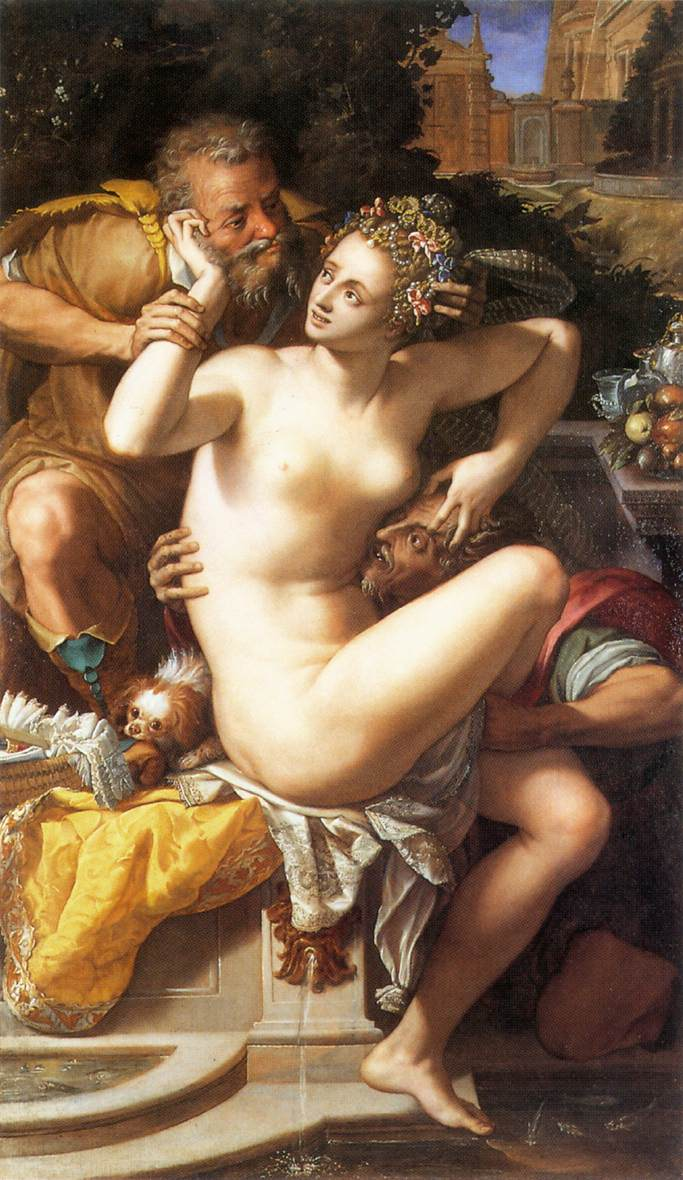
Susana e seus velhos, de Alessandro Allori.

### Maneirismo Nórdico
Os centros do Maneirismo na Itália foram Roma, Florença e Mântua. A pintura de Veneza, seguindo a Escola de Veneza, seguiu uma via independente, representada por Ticiano. Giorgione, seu discípulo, iniciou um novo estilo, com algumas obras que poderiam ser consideradas maneiristas por sua artificialidade e difícil interpretação. Paolo Veronese pintou cenas religiosas marcadas em enormes arquiteturas clássicas, antecipando a pintura barroca. De todos os artistas venezianos, o único genuinamente maneirista foi Tintoretto. Outros pintores da Escola de Veneza que seguiram o Maneirismo foram Jacopo Palma, o Velho, Paris Bordone, Sebastiano del Piombo, Lorenzo Lotto e Jacopo Bassano.
Vários artistas maneiristas que haviam trabalhado em Roma fugiram da cidade na época do Saque de Roma, em 1527. Conforme se dispersaram pelo continente, seu estilo se expandiiu pela Europa, tendo como resultado o primeiro estilo artístico internacional desde o gótico.
Fora da Itália, o Maneirismo se prolongou, tendo sido difundido na França por Rosso Fiorentino, que foi trabalhar na corte da Escola de Fontainebleau, onde foi um dos fundadores.  Lá também trabalhou Francesco Primaticcio e Toussaint Dubreuil.
Outros importante centro continental inclui a corte de Rodolfo II, em Praga (Boêmia), onde trabalharam Hans von Aachen, Bartholomeus Spranger e Giuseppe Arcimboldo. Na Holanda, destacaram-se, na cidade de Haarlem, Cornelis van Haarlem e Hendrick Goltzius, representantes de um movimento totalmente independente do chamado Maneirismo de Antuérpia, anterior ao italiano, identificado por pintores como  Jan Wellens de Cock. Outros pintores da mesma região foram Pieter Aertsen, Joachim Beuckelaer, Jan Sanders van Hemessen, Maarten van Heemskerck e Marinus van Reymerswaele. Na Inglaterra trabalhou o flamengo William Scrots
Na Espanha, podem ser considerados maneiristas, pelo momento em que trabalharam, Juan de Juanes, Alonso Sánchez Coello, Juan Pantoja de la Cruz, Luis de Morales e, sobretudo, El Greco.

### Maneirismo de Antuérpia
Maneirismo de Antuérpia é o nome dado ao estilo de um grande número de pintores que trabalharam no sul da Holanda, norte da França e principalmente em Antuérpia no começo do século XVI.  Não havia relação com o Maneirismo na Itália mas o nome sugere uma reação ao estilo clássico nos primeiros flamengos que ocorreu na região entre 1500 e 1530. A maioria das obras, contudo, continua a ser atribuída a mestres anônimos, considerando que as pinturas permanecem sem identificação. Os artistas retratavam basicamente temas religiosos de uma maneira mais fluida, com figuras em roupas extravagantes no meio de ambientes arquiteturais.

## Pintores
| - Agnolo Bronzino - Agostino Carracci - Altobello Melone - Alessandro Allori - Alonso Sánchez Coello - Andrea del Sarto - Antonio Campi - Aurelio Luini - Baccio Bandinelli - Bartholomeus Spranger - Bartolomeo Carducci - Bartolomeo Passarotti - Battista Franco Veneziano - Bernardino Campi - Bernardo Castello - Camillo Procaccini - Cavalier D'Arpino - Cesare Nebbia - Cherubino Alberti - Cigoli - Cornelis van Haarlem - Cristofano Allori - Daniele da Volterra - Domenico di Pace Beccafumi | - Domenico Passignano - El Greco - Federico Barocci - Federico Zuccari - Francesco de' Rossi - Francesco Melzi - Francesco Primaticcio - Francesco Vanni - Gaudenzio Ferrari - Giambattista Moroni - Gian Paolo Lomazzo - Giorgio Vasari - Giorgione - Giovanni Ambrogio Figino - Girolamo da Carpi - Girolamo Muziano - Girolamo da Treviso - Giulio Campi - Giulio Romano - Giuseppe Arcimboldo - Hans von Aachen - Hendrick Goltzius - Il Sodoma | - Jacopo da Ponte - Jacopino del Conte - Jacopo Bassano - Jacopo Palma, o Jovem - Jacopo Palma, o Velho - Jan Sanders van Hemessen - Jan Wellens de Cock - Joachim Beuckelaer - Juan de Juanes - Juan Fernández de Navarrete - Juan Pantoja de la Cruz - Lavinia Fontana - Lorenzo Lotto - Lorenzo Sabbatini - Luca Cambiasi - Lucia Anguissola - Luis de Morales - Marinus van Reymerswaele - Maarten van Heemskerck - Matteo Perez d'Aleccio - Moretto da Brescia - Niccolò dell'Abbate - Orazio Samacchini | - Paolo Veronese - Paris Bordone - Parmigianino - Pellegrino Tibaldi - Perin del Vaga - Pieter Aertsen - Polidoro de Caravaggio - Pontormo - Prospero Fontana - Rosso Fiorentino - Santi di Tito - Sebastiano del Piombo - Sofonisba Anguissola - Taddeo Zuccari - Ticiano - Tintoretto - Toussaint Dubreuil - Ventura Salimbeni - Vincenzo Campi - William Scrots |  |